# Release the Stars
Release the Stars es el quinto álbum de estudio de Rufus Wainwright, lanzado al mercado en mayo de 2007. Neil Tennant, de los Pet Shop Boys fue el productor ejecutivo del álbum. "Going to a Town" fue el primer sencillo, y ha sido uno de los sencillos más vendidos de Wainwright; además, Release the Stars debutó en el número 23 de la lista Billboard 200 en Estados Unidos, la posición más alta que ha alcanzado hasta la fecha.
Este álbum contiene colaboraciones de Richard Thompson, Teddy Thompson, Martha Wainwright, Kate McGarrigle, Neil Tennant, Joan Wasser y Sian Phillips.

## Lista de canciones
1. "Do I Disappoint You" – 4:40
2. "Going to a Town" – 4:06
3. "Tiergarten" – 3:26
4. "Nobody's Off the Hook" – 4:27
5. "Between My Legs" – 4:26
6. "Rules and Regulations" – 4:05
7. "Not Ready to Love" – 5:51
8. "Slideshow" – 6:21
9. "Tulsa" – 2:20
10. "Leaving For Paris No. 2" – 4:52
11. "Sanssouci" – 5:16
12. "Release the Stars" – 5:20

- Datos: Q1830528